# Juncus hallii
Juncus hallii är en tågväxtart som beskrevs av Georg George Engelmann. Juncus hallii ingår i släktet tåg, och familjen tågväxter. Inga underarter finns listade i Catalogue of Life.